# Йозеф Лотар фон Кьонигсег-Ротенфелс
Йозеф Лотар Доминик фон Кьонигсег-Ротенфелс (на немски: Joseph Lothar Dominik Graf von Königsegg-Rothenfels; * 17 май 1673 във Виена; † 8 декември 1751 във Виена) от стария швабски благороднически род фон Кьонигсег е имперски граф на Кьонигсег-Ротенфелс в Югозападна Бавария, императорски дипломат и фелдмаршал. От 1736 до 1738 г. той е президент на австрийския дворцов военен съвет.
Той е седмият син на имперския вицеканцлер граф Леополд Вилхелм фон Кьонигсег-Ротенфелс (1630 – 1694) и първата му съпруга графиня Мария Поликсена фон Шерфенберг († 1683), дъщеря на граф Йохан Вилхелм фон Шерфенберг (1610 – 1647) и графиня Мария Максмилиана фон Харах-Рорау (1608 – 1662).
Родителите му го изпращат в училището на йезуитите в Безансон. На 16 години Лотар става домхер в Залцбург и Пасау. След това той става папски кемерер в Рим. Понеже духовната кариера не го задоволява, той напуска Рим и влиза в австрийската войска, която точно води война в Унгария против турците.
От 1691 до 1699 г. Йозеф Лотар фон Кьонигсег-Ротенфелс служи във войната срещу турците. След това той участва в походите на Войната за испанското наследство (1701 – 1714) в Италия под командването на принц Евгений Савойски (1663 – 1736). На 5 октомври 1702 г. той става полковник и на 12 януари 1703 г. получава свой сухопътен „регимент“. На 13 януари 1705 г. той става генерал-фелдвахтмайстер и на 11 април 1708 г. фелдмаршал-лейтенант. През войната той служи в Италия, отличава се в битката при Торино (1706) и става командант на крепостта Мантуа. В края на войната граф Лотар играе важна роля в дипломатическите преговори за мир.
Йозеф Лотар фон Кьонигсег-Ротенфелс е от 1714 до 1717 г. командир на австрийската войска в ново завладяната Австрийска Нидерландия. На 13 май 1716 г. той е повишен на фелд-цойгмайстер. Между 1718 и 1722 г. той има дипломатически мисии в Париж, Дрезден и Варшава. От 1722 г. той води командването в Трансилвания, където на 16 октомври 1723 г. става фелдмаршал. Малко след това той отново получава дипломатически мисии в Хага и Мадрид. От 1728 г. Кьонигсег е вице-президент на австрийския дворцов военен съвет.
През 1731 г. Йозеф Лотар фон Кьонигсег-Ротенфелс става рицар на австрийския Орден на Златното руно.
През Войната за полското наследство (1733 – 1735/38) той поема през юли 1734 г. главното командване в Северна Италия до 1735 г.
След смъртта на принц Евгений Савойски той става 1736 г. президент на дворцовия военен съвет. През Руско-турската война (1735 – 1739) той води през 1737 г. главното командване. Следващата година той напуска войската.
След това той е обер-хоф-мейстер в двора на императрица Елизабет Кристина фон Брауншвайг-Волфенбютел, и е само конференц-министър. При Мария Терезия през 1740 г. той става оберст-ланд-и хаузцойгмайстер. Той участва с дипломатически задачи през Войната за австрийското наследство (1740 – 1748). През 1744 г. е комендант на Виена и поема главното командване в Австрийска Нидерландия. След нараняване 1745 г. той се връща във Виена, където е само конференц-министър.
Той умира бездетен на 8 декември 1751 г. във Виена на 78 години и е погребан във францисканската църква „Св. Хиеронимус“.

## Фамилия
Йозеф Лотар фон Кьонигсег-Ротенфелс се жени на 5 март 1716 г. в Брюксел за Мари Терез Изидоре Флоренце Йозефа де Ланой (* 19 декември 1690; † 6 юни 1750) от Белгия, дъщеря на граф Франсоаз Хиацинт де Ланой (1648 – 1725) и Анна Франсоаза де Гавре († 1740). Бракът е бездетен.